# Kiryat Moshé
Kiryat Moshé (en hebreo: קריית משה) es un barrio ubicado en la ciudad santa de Jerusalén, la capital de Israel. El barrio lleva el nombre del filántropo judío británico Moses Montefiore. Kiryat Moshé se encuentra cerca del barrio judío de Guivat Shaul.

## Historia
Kiryat Moshé fue fundado en 1923 con fondos del Fondo Testimonial Moses Montefiore ubicado en Londres, Reino Unido. Fue uno de los barrios ajardinados establecidos en Jerusalén en la década de 1920, junto con Beit HaKerem, Talpiot, Rehavia y Beit Vegan. Estos barrios fueron diseñados por el arquitecto judío alemán Richard Kaufmann, estos vecindarios se basaban en grupos de casas unifamiliares rodeadas de jardines y zonas verdes. Una de las características principales de este barrio es la existencia de un jardín central. Desde el principio, se pensó que Kyriat Moshé sería un barrio pionero hebreo, un hogar para comerciantes y maestros, ambos grupos prestigiosos de la nueva sociedad judía. Kiryat Moshé fue designado como un barrio nacional y religioso, muchos rabinos y líderes del Movimiento Mundial Mizraji se establecieron allí. Las instituciones educativas en Kiryat Moshé incluyen la Yeshivá Mercaz Harav Kook y la Yeshivá Majón Meir. Kiryat Moshé es un barrio mayormente religioso ortodoxo, el barrio está ubicado en la parte occidental de Jerusalén. Hay una gran cantidad de nuevos inmigrantes judíos (olim jadashim) franceses que residen en Kiryat Moshé. Al norte del vecindario se encuentra el barrio judío de Guivat Shaul. Al este están la autopista Beguín y el barrio donde se ubican las oficinas del gobierno nacional israelí. Hacia el oeste se encuentra el barrio judío y la zona industrial de Har Nof.